# Эцион
«Эцион» — территориальная бригада Армии обороны Израиля, задачей которой является защита района Гуш-Эцион.

## Управление бригадой
Штаб бригады расположен в Гуш-Эционе, к югу от Иерусалима, на территориях Иудеи и Самарии, перед поселением Алон-Швут и возле шоссе 60. Лагерь бригады Эцион раньше был базой подготовки инженерных войск (БАТР «Эцион»), относящейся к Бахад 14.

## Назначение и структура
Следующие подразделения входят в состав бригады, хотя они не подчиняются напрямую штабу: некоторые подчиняются Центральному военному округу, а некоторые — Министерству обороны:

### Структура бригады
Бригада Эцион, как и большая часть территориальных бригад в составе дивизии Иудеи и Самарии, отвечает за сектор центрального палестинского города (Вифлеема), окружающих его деревень и поселений, а также бригада отвечает за историческое место Гробница Рахили в Вифлееме. В составе бригады находятся три боевых батальона (в основном пехотные или саперные батальоны), которые меняются каждые несколько месяцев. После реализации плана одностороннего размежевания батальон «Шимшон», находившийся под командованием Северной бригады в секторе Газа, взял на себя ответственность за Вифлеемский сектор и вступил в оперативную деятельность на постоянной основе, как и все специализированные пехотные батальоны, несущие службу в других территориальных брагадах в Иудее и Самарии. Ещё одним боевым подразделением, постоянно приписанным к бригаде, является бригадное подразделение спецназа, входящее в состав боевого инженерного корпуса, отвечающее за снос домов террористов или подготовку маршрутов с помощью  бронированных бульдозеров D9, бронеэкскаваторов, погрузчиков и т. д.
- Подразделение связи
- Подразделение разведки
- Медицинское подразделение
- Раввинат
- Подразделение кадров
- Подразделение логистики
- Подразделение технологий и технического обслуживания
- Оперативный отдел
- Сержантское подразделение (подчиняется Общему корпусу)
- Подразделение обучения
- Инженерное подразделение
- Штаб-квартира

В штаб-квартире территориальной бригады имеются следующие подразделения:
- Военная полиция — следственный изолятор для задержанных по соображениям безопасности, а также транзитный блок.
- Шабак — объект службы общей безопасности.
- Гражданский администратор
- Боевая разведка
- Инженерно-строительный отдел
- Полицейский участок

## Командиры бригады
| Имя               | Срок полномочий        | Примечания                                                                      |
| ----------------- | ---------------------- | ------------------------------------------------------------------------------- |
| Юсеф Мишлеб       | 1987 — 1989            | Позже координнатор действий правительства на территориях                        |
| Дани Заави        | 1989 — 1991            |                                                                                 |
| Хилель Бар        | 1991 — 1992            |                                                                                 |
| Арье Регев        | 1992 — 1994            |                                                                                 |
| Авраам Бен Давид  | 1994 — 1996            | Позже главный боевой инженер                                                    |
| Элиэзер Розенбаум | 1996 — 1998            |                                                                                 |
| Ноам Тибон        | 1998 — 1999            | Позже командующий Северным полевым корпусом                                     |
| Марсель Авив      | 1999 — 2001            | Позже заместитель директора Управления по разминированию в Министерстве обороны |
| Ярон Бойм         | 2001 — 2003            | Позже командир бригады Бисламах                                                 |
| Надав Падан       | 2003 — 2005            | Позже начальник отдела ИКТ                                                      |
| Ницан Алон        | 2005 — 2007            | Позже глава Оперативного управления Генштаба                                    |
| Нир Саломон       | 2007 — 2009            | Позже глава программы «Цаяд» (Цва Явеша Дигиталит)                              |
| Эран Маков        | 2009 — 2011            | Позже командующий Северным округом в Командовании тыла                          |
| Янив Алалуф       | 2011 — 2013            | Позже командир дивизии Иудеии и Самарии                                         |
| Амит Ямин         | 2013 — 2015            | Позже командующий Корпусом пограничных войск                                    |
| Роман Гофман      | 2015 — 2017            | Позже командующий Национальным центром наземной подготовки                      |
| Шарон Асман       | 2017 — 2018            | Позже командующий бригадой Нахаль                                               |
| Давид Шапира      | 2018 — 2020            | Позже заместитель командира дивизии «Шуалей Ха-Эш»                              |
| Эяль Швимер       | 2020 — 2022            |                                                                                 |
| Итай Матек        | 2022 — настоящее время | Нынешний командир бригады                                                       |